# De Panne
De Panne é um município belga localizado na província de Flandres Ocidental. O município é constituído pelas vilas de  Adinkerke e De Panne. Em 1 de Janeiro de 2006, o município tinha uma população de 10.060 habitantes, uma área total de  23,90 km², correspondendo a uma densidade populacional de 421 habitantes por km².  De Panne é o município mais ocidental da Bélgica.
Entre as pessoas famosas que viveram ou morreram em  De Panne há a salientar o rei  Alberto I e a rainha Elisabete da Bélgica  e  John Aidan Liddell, que faleceu em De Panne em Agosto de 1915.
De Panne é sede do Plopsaland, uma parque temático destinado a crianças e localizado no antigo Meli-Park.

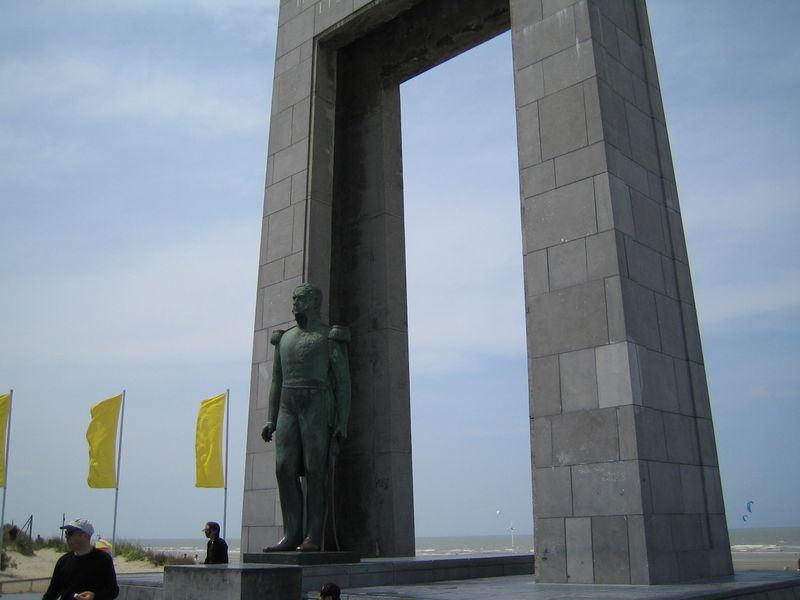
Estátua do rei Leopoldo I, em De Panne

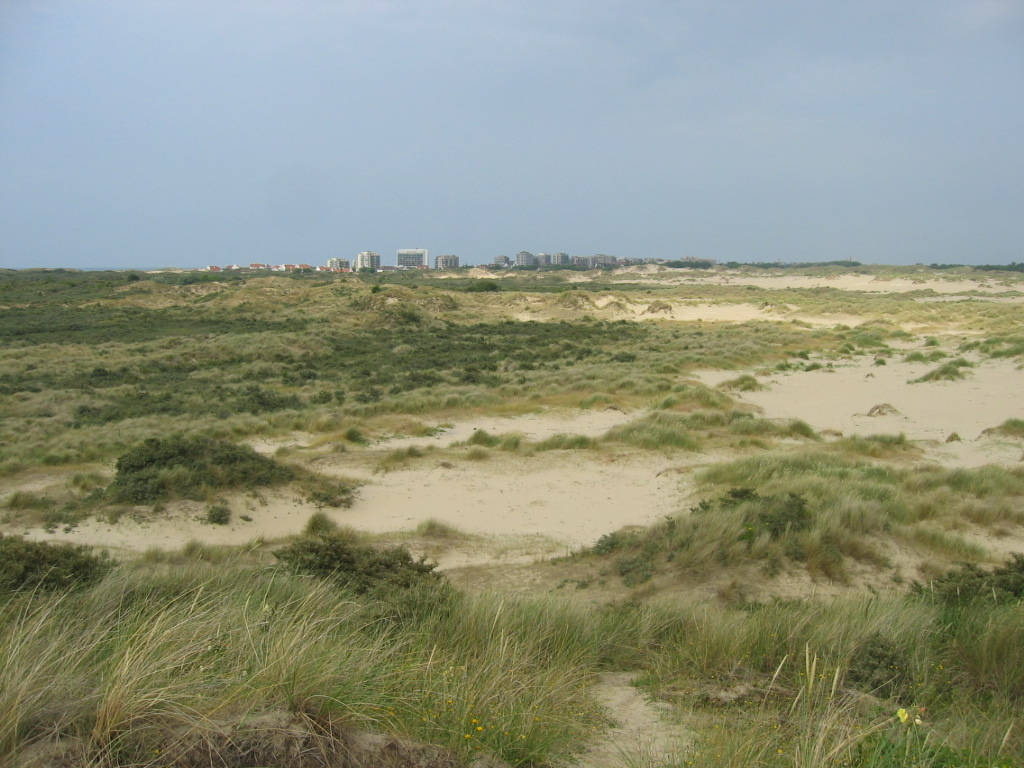
Reserva natural de De Panne

Em 17 de Julho de 1831, Leopoldo I, o primeiro rei belga, navegou até Calais a partir de  Inglaterra, e chegou à Bélgica, na vila de De Panne.  A estátua do rei, comemora essa chegada.

Mapa do município, mostrando De Panne, deelgemeenten e vilas vizinhas. As zonas amarelas são áreas urbanas